# Булычов, Николай Иванович
Николай Иванович Булычов (2 мая 1852 — 12 ноября 1919) — калужский губернский предводитель дворянства (1905—1917), член Государственного совета. Гофмейстер Двора Его Императорского Величества (1916), действительный статский советник (1889). Писатель, краевед, археолог, почётный член Калужской учёной архивной комиссии (КУАК), член Археологической комиссии при Министерстве императорского двора и уделов.

## Биография
Николай Иванович Булычов (Булычёв) родился в 1852 году в усадьбе Пройдево Мосальского уезда Калужской губернии в семье богатого помещика Ивана Демьяновича Булычова. В 1874 году окончил юридический факультет Императорского Санкт-Петербургского университета. Будучи юристом по образованию, он начал государственную службу в 1874 году в Министерстве юстиции. С 1875 по 1882 годы Н. И. Булычов работал заседателем при Санкт-Петербургской дворянской опеке. В 1882 году поселился в Калужской губернии, где он и служил по выборам дворянства с 1882 по 1883 год. В 1884 году мосальским уездным земским собранием Калужской губернии он был избран в почетные мировые судьи и пребывает на этой должности до 1894 года. С 1886 по 1900 год также занимал должность Мосальского уездного предводителя дворянства. Активно участвовал в работе мосальского присутствия по делам крестьян и землепользованию. Указом Сената в 1886 году его утверждают почётным смотрителем церковно-приходских школ Мосальска.
За деятельность на этом поприще Н. И. Булычову в 1888 году была объявлена благодарность от Калужского епархиального училищного совета и благословение от Святейшего Синода. Год спустя Указом того же Синода Николай Иванович утверждён в звании почётного попечителя церковно-приходских школ всего Мосальского уезда. В том же году за выслугу лет по должности мирового судьи Булычов произведён в надворные советники, а 14 декабря 1889 года избирается мосальским уездным предводителем дворянства с присвоением чина статского советника. С 1896 по 1904 год состоял почётным мировым судьей Мосальского уезда Калужской губернии. с 1886 года по 1910 год был уездным и губернским гласным Калужской губернии и с 1906 года выборщиком для избрания членов Государственного совета от дворянства. С 1900 по 1902 год был вице-губернатором Уфимской губернии, затем он снова возвратился в Калужскую губернию, где с 1905 года занимал должность Калужского губернского предводителя дворянства.
В российскую науку Н. И. Булычов вошёл прежде всего как археолог и краевед. Во время своих археологических экспедиций он открыл более 100 различных памятников старины в верховьях Оки, Волги и Днепра. Николай Иванович участвовал в раскопках древних городищ в Калужской губернии, в том числе Серенска и Спас-Перекши. Им исследовано свыше 400 курганов 1-го тысячелетия нашей эры и русского исторического периода. В 1898 году Н. И. Булычовым был найден клад бронзовых украшений, который в настоящее время является частью экспозиции Государственного Исторического музея в Москве. Примечательны также труды Николая Ивановича в области генеалогии. 

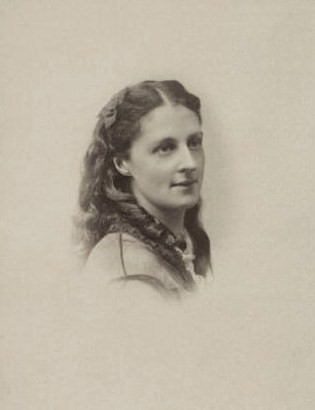
Мария Андреевна (1874)

Огромный научный талант и заслуги Николая Ивановича Булычова были высоко отмечены современниками. За достижения в области археологии и краеведения он был избран пожизненным почётным членом Калужской Учёной Архивной комиссии. С 1903 года Николай Иванович являлся членом Археологической комиссии при Министерстве императорского двора и уделов.
Пост предводителя дворянства Калужской губернии Н. И. Булычов занимал до 5 марта 1917 года. После установления советской
власти в Мосальске и уезде был арестован в своем имении Пройдево, но вскоре отпущен. Жил в Калуге в собственном доме, после в съемной квартире. В 1919 году был вновь арестован и как руководитель контрреволюционного заговора расстрелян.
Жена (с 25 апреля 1882 года) — графиня Мария Андреевна Шувалова (03.01.1856—1900), внучка князя М. С. Воронцова и дочь графа А. П. Шувалова. Жила с мужем в его родовом имении Пройдево, которое выкупила из долгов и стала его владелицей. Умерла скоропостижно от сердечного приступа в марте 1900 года. Похоронена в Покровской церкви в соседнем селе Жуковке. Детей в браке не было.

## Награды
- Орден Святого Станислава 2-й степени (1893)
- Орден Святой Анны 2-й степени (1895)
- Орден Святого Владимира 4-й степени (1899)
- Орден Святого Владимира 3-й степени (1899)

## Труды
- Журнал раскопок 1898 г. по берегам Оки. — Т-во тип. А. И. Мамонтова, 1899.
- Древности из Восточной России. — Т-во тип. А. И. Мамонтова, 1902.
- Раскопки по касти водораздела верхних притоков Днепра и Волги.
- Тамбовский клад Рязанских денег. — Тип. Имп. академии наук, 1904.
- Исследование некоторых изображений на древних русских деньгах. — Т. 1. — Тип. «Т-ва художественной печати», 1904.
- Именные серебряные копейки и денежки Ивана IV, 1533—1584. — Тип. Т-ва Художественной печати, 1906.
- Именныя серебряния копе́жки и денежки Ивана.
- Калужская губерния: список дворян, внесенных в дворянскую родословную книгу по 1 октября 1908 года и перечень лиц, занимавших должности по выборам дворянства с 1785 года.
- Опыт классификации мелких медных монет царя Алексея Михайловича. — Тип. Г. Лисснера и Д. Собко, 1910.
- Архивные сведения, касающиеся Отечественной войны 1812 года по Калужской губернии : (Калуж. дворян. ополчение). — Калуга : Губ. типо-лит., 1910.
- Раскопки по среднему течению р. Угры (Ока) : [Бассейн р. Волги]. — М.: тип. Г. Лисснера и Д. Собко, 1913.